# 七世同居坊
35°18′18.67″N 113°53′14.98″E / 35.3051861°N 113.8874944°E
七世同居坊为位于河南省新乡市饮马口的一座石牌坊，建于清道光四年（1824年），为布政使司经历赵珂而建。

## 简介
赵珂祖籍山西洪洞，其家族清初迁居新乡饮马口，至道光四年已七世同居。皇帝为旌表赵珂的军功和七世同居，特拨银建造七世同居坊。牌坊坐北向南，通高10米，宽8.5米，用细青石雕砌，为四柱五楼三重檐式建筑。主间檐下正中位置，南北两面对称镌刻着书有“圣旨”二字的竖形匾额。下面的孔门有三道门楣，被两道题款相隔，门楣正面浮雕有二龙戏蛛、狮子滚绣球及和合二仙、刘海戏金蟾、天官赐福等。正面和背面对称的两道题款相同，均为“旌表列授承德郎军功加正六品衔，侯选布政司经历赵珂七世同居坊”。左右次间孔门上部各有门楣两道，其间有镂孔条石，门檐上雕龙凤、山水、花草等。石坊的四立柱为0.55米见方的整块青石雕成。四柱的南北两面均有浮雕的缠枝牡丹，上部为抱鼓石刻．雕有仙鹤、翠竹、凤凰牡丹、喜鹊闹梅、呜鹿苍松等图案60幅。各柱东西两边的夹柱石上刻有圆形图案，在四柱周围的鼓形石刻和条石上浮雕形态各异的狮子24个。